# میرحسین موسوی
میرحسین موسوی خامنه (زادهٔ ۱۱ اسفند ۱۳۲۰) سیاستمدار سوسیالیست ایرانی است که از سال ۱۳۶۰ تا ۱۳۶۸ به‌عنوان چهل و پنجمین و آخرین نخست‌وزیر ایران فعالیت می‌کرد و به جناح چپ جمهوری اسلامی (متفاوت با جناح اصلاح‌طلبان) تعلق داشت.
سمت رئیس ستاد کل نیروهای مسلح، نخستین بار در سال ۱۳۶۷ تحت عنوان رئیس ستاد فرماندهی کل قوا، با حکم سید روح‌الله خمینی به میرحسین موسوی اعطاء گردید.
او یکی از نخستین اعضای شورای مرکزی حزب جمهوری اسلامی و یکی از بلندپایه‌ترین اعضا و قائم‌مقامِ دبیرکل این حزب در دههٔ ۱۳۶۰ و نخستین سردبیر روزنامهٔ جمهوری اسلامی بود. او تا پیش از خیزش ۱۴۰۱ ایران، به‌عنوان شخصی اصلاح‌طلب شناخته می‌شد اما پس از آن، تغییر موضع داد و خواستار تشکیل مجلس مؤسسان برای تعیین نظام و قانون اساسی جدید در ایران شد.
موسوی در رشتهٔ معماری و شهرسازیِ دانشگاه ملی ایران تحصیل کرد. نخستین فعالیت دولتی رسمی او در جمهوری اسلامی به‌عنوان وزیر امور خارجه در ۱۳۶۰ بود. در همان سال به‌دنبال مرگ نخست‌وزیر وقت، محمدجواد باهنر، او به سمت نخست‌وزیری رسید. از آن‌جا که تمام سال‌های نخست‌وزیریِ او در زمان رهبری سید روح‌الله خمینی بود و خصوصاً در سال ۱۳۶۴ تمدید کابینهٔ او برای چهارسال مجدد با حکم خمینی به‌عنوان ولایت فقیهِ وقت صورت گرفت، از او با عنوان «نخست‌وزیر امام» نام برده می‌شود. دولت موسوی به دلیل سیاست‌های اقتصادی به عنوان «دولت کوپن» یاد می‌شود. بعد از درگذشت خمینی، تغییر قانون اساسی و حذف پست نخست‌وزیری، موسوی بیست سال از فعالیت‌های اجراییِ دولتی کناره گرفت.
اصلاح‌طلبان در سال‌های ۱۳۷۶ و ۱۳۸۴ از موسوی دعوت کردند که برای انتخابات ریاست‌جمهوری ثبت‌نام کند ولی او قصد نداشت به مشاغل دولتی برگردد و نپذیرفت؛ اما در سال ۱۳۸۸ وارد انتخابات شد و پس از اعلام نتایج، همراه با دیگر معترضان، نتیجهٔ انتخابات را ناشی از تقلب گسترده در انتخابات دانست و اعلام کرد که خودش پیروز انتخابات بوده است. او به رهبران جنبش اعتراضی ایران موسوم به جنبش سبز ایران تبدیل شد و «راه سبز امید» را به عنوان بدنهٔ تشکیلاتی آن تأسیس کرد. گسترش جنبش سبب شد که حاکمیت از اسفند ۱۳۸۹ او و همسرش زهرا رهنورد و نیز مهدی کروبی را در حبس خانگی قرار دهد. نشریهٔ تایم در سال ۲۰۱۰ موسوی را یکی از تأثیرگذارترین افراد جهان نامید.
موسوی در ۲۰ تیر ۱۴۰۴ در پی جنگ ۱۲ روزه با اسرائیل خواستار برگزاری همه‌پرسی برای تشکیل مجلس مؤسسان جدید جهت تدوین قانون اساسی جدید شد، ضمن هشدار از تفسیر حمایت مردمی در جنگ به عنوان تأیید نظام و مطالبه آزادی فوری زندانیان سیاسی. در ۲۵ تیر، ۷۰۰ فعال سیاسی، مدنی و فرهنگی ایران بیانیه حمایت از برنامه سیاسی میرحسین موسوی منتشر کردند که در آن بر ضرورت بازنگری بنیادین در ساختار سیاسی کشور و برگزاری همه‌پرسی آزاد برای تشکیل مجلس مؤسسان و تدوین قانون اساسی جدید تأکید شده است.

## اوایل زندگی
میرحسین موسوی خامنه در ۱۱ اسفند ۱۳۲۰ در خامنه در استان آذربایجان شرقی به دنیا آمد. او تبار آذری دارد. پدرش میر اسماعیل موسوی، از بازرگانان چای از تبریز بود. میرمحمود موسوی برادرش است. خواهرزاده‌اش سید علی حبیبی موسوی در تظاهرات تاسوعا و عاشورای ۱۳۸۸ کشته شد. محمدحسین شریف‌زادگان نیز شوهر خواهر اوست. موسوی در خامنه بزرگ شد و پس از پایان دورهٔ دبیرستان در سال ۱۳۳۷ به تهران آمد.
سید علی خامنه‌ای، رهبر جمهوری اسلامی، از اقوام پدری دور موسوی است. پدران این دو پسردایی و پسرعمه یکدیگرند. خامنه‌ای از دیرباز روابط خانوادگی نزدیکی با خانواده موسوی داشته است، تا آن‌جا که او و برادرش سید محمد خامنه‌ای در دوران جوانی و زمانی که در مشهد و قم اقامت داشتند، هنگام سفر به تهران در خانهٔ پدری میرحسین موسوی اقامت می‌کردند.
موسوی مدرک کارشناسی ارشدش را در بهار سال ۱۳۴۸ از دانشگاه ملی ایران در رشتهٔ معماری و شهرسازی اخذ کرد و پس از تدریس در دانشگاه ملی ایران به عضویت در هیئت علمی این دانشگاه درآمد، طرح ادارهٔ مرکزی آب و فاضلاب اصفهان را در سال ۱۳۴۸ نوشت و تا سال ۱۳۵۰ آن را اجرا کرد و فعالیت‌های هنریش را در گروه نقاشی قندریز آغاز کرد. سپس طرح مجموعهٔ کانون توحید را در سال ۱۳۵۰ اجرایی کرد. کانون توحید چه پیش از انقلاب و چه پس از آن مرکز تجمع سیاسیون منتقد بود.
موسوی در ابتدای دهه ۱۳۴۰ فعالیت‌های هنری به ویژه نقاشی را آغاز کرد و بیش از ۱۸۰ اثر نقاشی خلق کرد. نقاشی‌های او گرایش‌های آبستره، انتزاعی و هنر مفهومی با بهره از تکنیک‌های متنوعی چون کولاژ، رنگ روغن، حجم و تجلی یک روح سنتی و نشانه‌شناسی حکمت، معنا و سنت‌های فرهنگی و معرفتی شرقی را در قالب‌های مدرن به نمایش می‌گذارد.
موسوی در دوران تحصیل همراه با دیگر دوستان خود انجمن اسلامی دانشگاه ملی را تأسیس کرد و پس از اتمام دانشگاه، حوالی سال ۱۳۴۹ با همان دوستان شرکت سمرقند را به‌وجود آورد. این شرکت جایی جهت تجمع دوستان به منظور مبارزه با حکومت پهلوی بود. او از دوستان نزدیک محمدعلی رجایی بود و به همراه او و چندتن دیگر نظیر عبدالعلی بازرگان و خامنه‌ای در پیش از انقلاب، از مبارزان علیه حکومت سلطنتی بود. موسوی یکی از مؤسسان جنبش مسلمانان مبارز با گرایش سوسیالیسم اسلامی بود. در سال ۱۳۵۲ در اثر حمله عوامل ساواک به شرکت، کلیه افراد آن از جمله موسوی و عبدالعلی بازرگان دستگیر شدند. او در ۱۳۵۴ تا ۱۳۵۷ «تاریخ تمدن و فرهنگ و معماری» را در دانشگاه ملی تدریس می‌کرد.

## آغاز فعالیت‌های سیاسی

### پیش از انقلاب
موسوی در اواخر دههٔ چهل و اوایل دههٔ پنجاه خورشیدی، با گروه‌های ملی-مذهبی مثل نهضت آزادی و نهضت خداپرستان سوسیالیست نزدیکی داشت و از جمله کسانی بود که در جلسه‌های سخنرانی علی شریعتی در حسینیه ارشاد تهران حاضر می‌شد. او که در آن دوران با نام حسین رهجو فعالیت می‌کرد، از جمله افرادی بود که در تأسیس جنبش مسلمانان مبارز با حبیب‌الله پیمان همکاری کرد.
موسوی در سال ۱۳۴۸ زمانی که فارغ‌التحصیلی‌اش را جشن می‌گرفت، در یک نمایشگاه نقاشی که زهرا رهنورد از دانشجویان رشتهٔ مجسمه‌سازی ترتیب داده بود، با او آشنا شد و ازدواج کرد. در همان سال‌ها او به دلیل سازمان‌دهی اعتراضات خیابانی علیه حکومت، بازداشت و زندانی شد. میرحسین موسوی در سال ۱۳۵۵ تحت تعقیب ساواک و سازمان‌های امنیتی به همراه همسرش زهرا رهنورد مجبور به ترک ایران شد و به مدت ۱۰ ماه در آمریکا با عضویت در کنفدراسیون دانشجویان ایرانی ضد حکومت پهلوی دست به مبارزه زد و در سال ۱۳۵۶ با بازگشت به ایران مبارزات خود را ادامه داد.
با نزدیک شدن به انقلاب ایران و پررنگ شدن نقش رهبری روح‌الله خمینی در مبارزات ضد حکومت پهلوی، میرحسین موسوی نیز بیشتر به این جریان گرایش پیدا کرد و به ویژه به محمد حسینی بهشتی، از روحانیان بانفوذ نزدیک به خمینی، نزدیک شد.

### پس از انقلاب

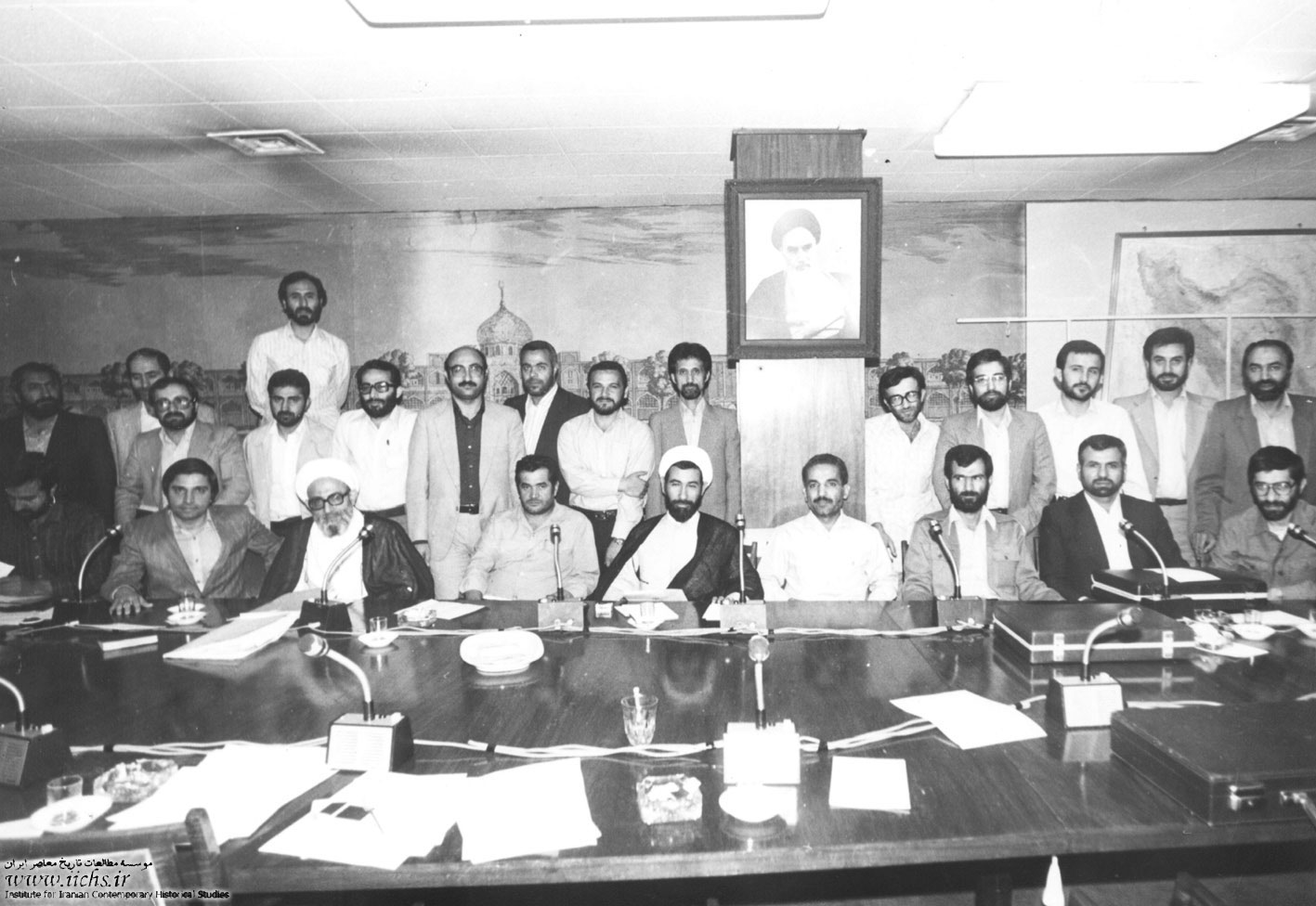
موسوی (اول از راست، نشسته) به عنوان وزیر امور خارجه در کابینه رئیس‌جمهور محمدعلی رجایی و نخست‌وزیر محمد جواد باهنر، ۱۳۶۰

با تأسیس حزب جمهوری اسلامی توسط محمد حسینی بهشتی در نخستین روزهای بعد از پیروزی انقلاب ۱۳۵۷، میرحسین موسوی هم به این حزب پیوست و دبیر سیاسی این حزب شد و هم چنین به عضویت شورای انقلاب اسلامی درآمد. او همچنین سردبیر روزنامه جمهوری اسلامی، ارگان حزب نیز بود و در این روزنامه مقالاتی در حمایت از محمد مصدق و جبهه ملی می‌نوشت که با مخالفت حسن آیت، محمود کاشانی و عبدالحمید دیالمه از اعضای حزب جمهوری اسلامی مواجه شد. این سه نفر با اعطای پست وزارت امور خارجه به میرحسین موسوی در مجلس نیز مخالفت کردند. زمانی که محمدعلی رجایی مأمور تشکیل کابینه شد، اصرار شدیدی روی گماردن موسوی بر وزارت خارجه داشت و موسوی این مقام را تا چندماه حفظ کرد تا آن که در انفجار دفتر نخست‌وزیری، رجایی و باهنر ترور شدند. پس از آن در انتخابات ریاست جمهوری بعدی، علی خامنه‌ای به ریاست جمهوری رسید. رئیس‌جمهور علی خامنه‌ای پس از عدم تمایل مجلس به علی‌اکبر ولایتی برای ریاست کابینه، میرحسین موسوی را برای این کار به مجلس شورای اسلامی معرفی کرد و با رأی تمایل مجلس، موسوی برای چهارسال نخست‌وزیر شد.

## نخست‌وزیری

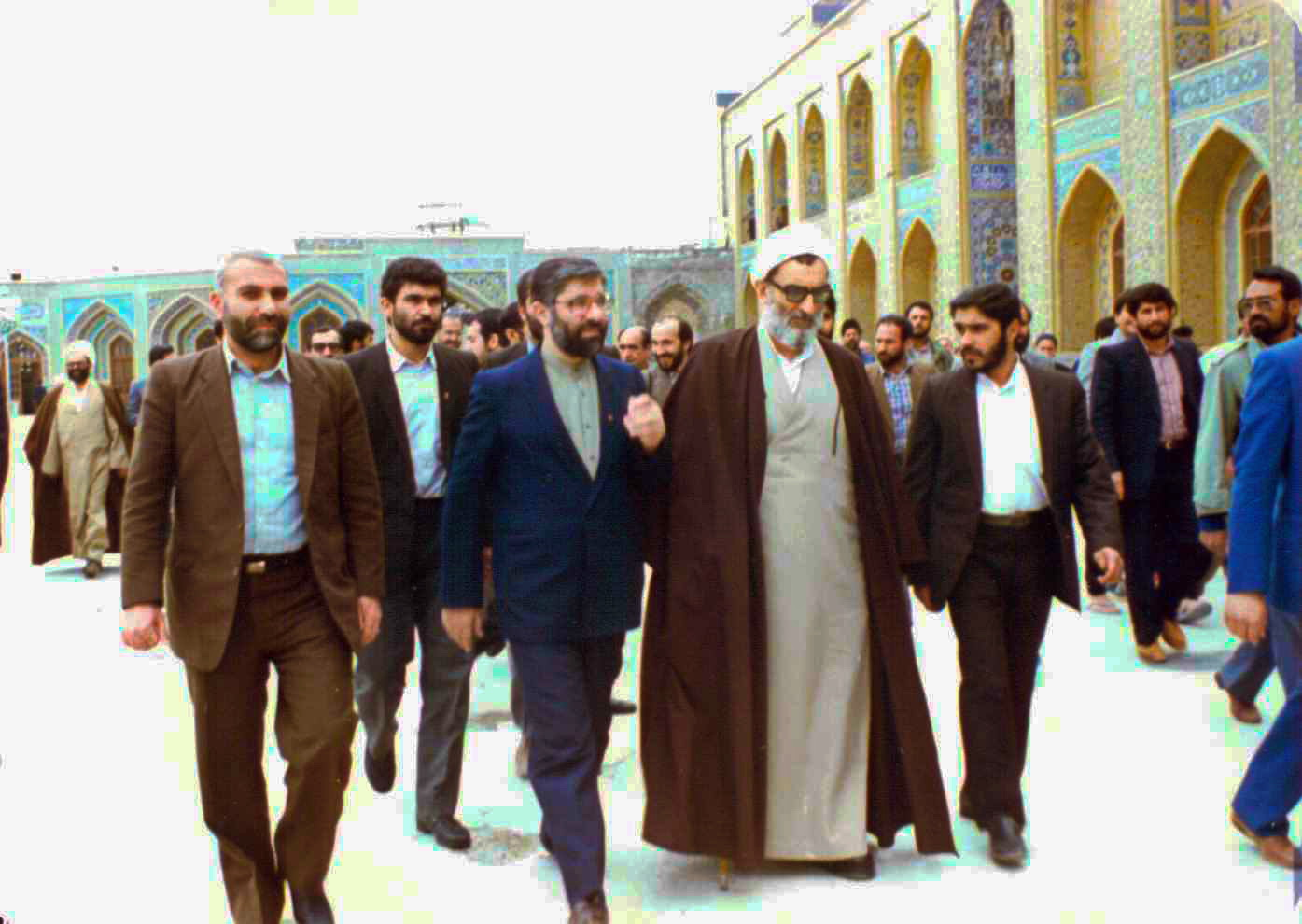
م‍ی‍رح‍س‍ی‍ن م‍وس‍وی در م‍ش‍ه‍د برای زیارت حرم امام رضا ه‍م‍راه عباس واعظ طبسی؛ ۱ اردیبهشت ۱۳۶۶

بعد از کشته شدن محمدعلی رجایی و محمدجواد باهنر، رئیس‌جمهوری و نخست‌وزیر وقت در انفجار ۸ شهریور ۱۳۶۰، علی خامنه‌ای، رئیس‌جمهور ایران شد و ابتدا علی‌اکبر ولایتی را به عنوان نخست‌وزیر به مجلس معرفی کرد، اما مجلس به ولایتی رأی اعتماد نداد و خامنه‌ای علی‌رغم اختلافاتی که در داخل حزب جمهوری اسلامی با میرحسین موسوی داشت، او را به عنوان نخست‌وزیر به مجلس معرفی کرد. موسوی از آن زمان تا سال ۱۳۶۸ برای ۸ سال، نخست‌وزیر ایران بود. وی طی حکمی از خمینی به ریاست بنیاد مستضعفان منصوب شد.

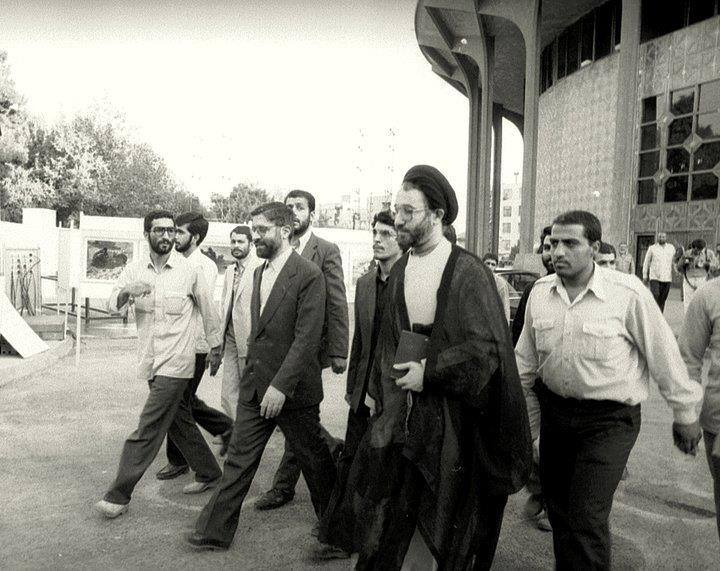
خاتمی به همراه نخست‌وزیر میرحسین موسوی در سال ۱۳۶۳

میرحسین موسوی یکی از مخاطبان فرمان هشت‌ماده‌ای سید روح‌الله خمینی بود. موسوی همواره از این فرمان به عنوان یکی از بهترین حکم‌های حکومتی ولی فقیه اول نظام جمهوری اسلامی ایران یاد کرده است. او خود را به عنوان یکی از علاقه‌مندانِ روح‌الله خمینی معرفی کرده است و همواره روح‌الله خمینی را حضرت امام خطاب می‌کند. او مناظره‌اش با محمود احمدی‌نژاد را این‌چنین آغاز کرد:
«سالگرد رحلت حضرت امام را که همهٔ هویت و عزت ما ناشی از وجود مبارک ایشان است، تسلیت می‌گویم.»— میرحسین موسوی، مناظره با محمود احمدی‌نژاد در سال ۱۳۸۸
خامنه‌ای در دورهٔ دوم ریاست جمهوری خود (۱۳۶۴) به شدت مخالف ادامهٔ نخست‌وزیری موسوی بود ولی با اصرار روح‌الله خمینی مجبور به معرفی دوبارهٔ او شد. خمینی، به دلیل گزارش محسن رضایی معتقد بود که کنار گذاشتن موسوی لطمهً جدی به روحیهٔ سربازان ایرانی در جنگ ایران و عراق خواهد زد و در پاسخ به ناطق نوری که تعدادی از روحانیون بلندپایه را برای مذاکره واسطه کرده بود، گفت: «انتخاب غیر از ایشان، خیانت به اسلام است.» و به همین دلیل خامنه‌ای در مذاکرات بعدی با ناطق نوری گفت: «حجت بر من تمام شد.» و موسوی را برای نخست‌وزیری معرفی کرد. در نهایت در جلسهٔ رأی اعتماد به موسوی ۹۹ نماینده (از ۲۷۰ نماینده مجلس) به او رأی عدم اعتماد دادند و پس از آن مخالفان موسوی به ضدیت با ولایت فقیه متهم می‌شدند.
از آن‌جا که تمام سال‌های نخست‌وزیریِ او در زمان حیات روح‌الله خمینی بود و خصوصاً در سال ۱۳۶۴ تمدید کابینهٔ او برای چهارسال مجدد با حکم روح‌الله خمینی به عنوان ولایت فقیهِ وقت صورت گرفت، از او با عنوان نخست‌وزیر امام نام برده می‌شود. سیاست‌های انقباضی دولت او در آن دوران، که به عقیدهٔ خیلی‌ها گریزناپذیر بود، و به ویژه توزیع کالاهای اساسی با کوپن از جمله ویژگی‌هایی است که دولت موسوی عموماً با آن‌ها به یاد آورده می‌شود.
اختلاف میان موسوی، که به جناح چپ جمهوری اسلامی تعلق داشت، با علی خامنه‌ای، که نزدیک‌تر به جناح راست جمهوری اسلامی تلقی می‌شد، در طول دوران هشت ساله همکاری این دو ادامه داشت و منجر به استعفای موسوی در سال‌های ۱۳۶۲ و ۱۳۶۳ از نخست‌وزیری شد که با استعفای وی موافقت نشد؛ این اختلاف حتی یک بار در شهریور ۱۳۶۷ و کمی بعد از پایان جنگ ایران و عراق، به استعفای موسوی از نخست‌وزیری انجامید؛ او با نوشتن نامه‌ای خطاب به علی خامنه‌ای به ایجاد اختلال و دخالت‌های او در حوزه وظایف نخست‌وزیر اعتراض کرد اما این استعفا از سوی علی خامنه‌ای خیانت به نظام نامیده شد؛ هر چند اختلافات زیاد با میرحسین موسوی را تأیید کرد. این استعفا با مخالفت شدید خمینی روبرو و منتفی شد. موسوی در نامه استعفا، اختلاف با مجلس بر سر وزرای پیشنهادی و اقداماتی که بدون اطلاع دولت ولی به نام دولت انجام می‌شوند را عامل استعفا دانسته بود، امیرارجمند سخنگوی موسوی بی‌اطلاع گذاشتن او از موضوع اعدام زندانیان سیاسی (تابستان ۱۳۶۷) را یکی از عوامل استعفا می‌شمارد و می‌گوید موسوی خواهان تشکیل هیئت تحقیق در این مورد شده بود. این در حالی است که رها بحرینی پژوهشگر سازمان عفو بین‌الملل در پیامی توییتری که در ۱۹ اوت ۲۰۲۰ منتشر کرد، نامه‌ای را نشان می‌داد که به مقامات دولتی، قضایی و سفرای جمهوری اسلامی ایران ارسال شده بود و این مقامات از دستکم ۲۵ مرداد ۱۳۶۷ در جریان این اعدام‌ها قرار گرفته بودند اما سیاست وزارت خارجه دولت میرحسین موسوی (که تحت کنترل خامنه ای و مورد انتقاد موسوی بود) انکار در جریان بودن از این اعدام‌ها بوده و در گذشته اعلام کرده بودند که از این اعدام‌ها بی‌خبر بوده‌اند. با این حال میرحسین موسوی در نامه استعفای خود، اختلاف با وزارت خارجه (که تحت کنترل رئیس‌جمهور وقت، سیدعلی خامنه ای بود) را از عوامل استعفا شمرده بود. موسوی در این نامه وزارت خارجه را به پنهان کردن نامه‌ها و اقداماتی متهم کرد که مورد تأیید او نبودند.
هر چه ریاست‌جمهوری علی خامنه‌ای به پایان عمر خود نزدیک می‌شد، اختلافات میان او و میرحسین موسوی، نخست‌وزیرش افزایش می‌یافت. برخی از منابع از جمله خاطرات آقای هاشمی رفسنجانی از استعفای چندباره آقای موسوی حکایت دارد که هر بار بنا به دلایلی پذیرفته نشد.
آقای موسوی در سال ۱۳۶۷ در حالی که به نوشته اکبر هاشمی رفسنجانی «رابطه خود را با بیرون قطع کرده» و هیچ‌کدام از مسئولان به او دسترسی نداشتند، استعفا کرد.
بنا به آنچه نشریه انقلاب اسلامی در هجرت منتشر کرد، در نامه میرحسین موسوی خطاب به رئیس‌جمهوری وقت، علی خامنه‌ای، یکی از دلایل استعفای وی این بود: «عملیات برون مرزی که بدون اطلاع و دستور دولت صورت می‌گیرد. شما بهتر می‌دانید که تاکنون فاجعه آفرینی و اثر نامطلوب آن‌ها برای کشور چقدر بوده است. بعد از آنکه هواپیمایی ربوده می‌شود، از آن باخبر می‌شویم. وقتی مسلسلی در یکی از خیابانهای لبنان گشوده می‌شود و صدای آن در همه جا می‌پیچد، متوجه قضیه می‌شویم. پس از کشف مواد منفجره از حجاج ما در جده، اینجانب از این امر آگاه می‌شوم.»
خمینی با استعفای میرحسین موسوی مخالفت کرد و در پاسخ او نوشت: «نامه استعفای شما باعث تعجب شد. حق این بود که اگر تصمیم بدین کار داشتید، لااقل من یا مسئولین رده بالای نظام را در جریان می‌گذاشتید. در زمانی که مردم حزب‌الله برای یاری اسلام، فرزندان خود را به قربانگاه می‌برند چه وقت گله و استعفا است.»
بنا بر گزارش‌ها و خاطرات رفسنجانی، موسوی چند بار دیگر هم استعفا کرده بود که هیچ‌کدام به نتیجه نرسیده بود.
در یکی از این موارد، خامنه‌ای با وجود ابراز اختلافاتش با میرحسین موسوی استعفای او را مخالف مصلحت نظام دانست:
«اینجانب با وجود اختلاف نظرهای چندی که با شما در نحوهٔ ادارهٔ کشور و اعتراض به روش‌های شما به ویژه در مسائل [اقتصادی]دارم، همان‌طور که می‌دانید همواره در همهٔ مراحل به شما کمک کرده‌ام و اکنون هم استعفای شما را به مصلحت ندانسته و اصرار بر آن را ضربه به نظام و حتی با کمال معذرت خیانت - البته خیانت غیرعمدی- می‌دانم و معتقدم خوب است جنابعالی امروز نظرات حضرت امام در امور اقتصادی را به‌طور دربست بپذیرید. استعفا را نمی‌پذیرم و خواهش می‌کنم اصرار نکنید.»
با بازنگری قانون اساسی در سال ۱۳۶۸ مقام نخست‌وزیری از ساختار سیاسی ایران حذف شد و با مرگ سید روح‌الله خمینی، میرحسین موسوی، و کل جناح چپ جمهوری اسلامی، حامی اصلی خود را از دست دادند؛ بنابراین میرحسین موسوی هفتاد و نهمین، و آخرین نخست‌وزیر ایران بود. موسوی از سال ۱۳۶۸، به تدریس در دانشگاه تربیت مدرس پرداخت و هم‌زمان به عضویت مجمع تشخیص مصلحت نظام منصوب شد. از دیگر پست‌های او در گذشته، تأسیس فرهنگستان هنر در سال ۱۳۷۷ و تا دی‌ماه ۱۳۸۸ ریاست آن را بر عهده داشت. او مدتی عضو ستاد انقلاب فرهنگی بوده است. وی به زبان‌های فارسی، انگلیسی و عربی و ترکی آذربایجانی نیز تسلط دارد.
میرحسین موسوی همان زمان تا حدودی از دنیای سیاست کناره گرفت، به وادی هنر، که پیش از انقلاب در آن فعال بود، بازگشت. البته از آن هنگام تا سال ۱۳۹۱ به‌طور پیوسته عضو مجمع تشخیص مصلحت نظام بود، هرچند معمولاً در جلسات آن شرکت نمی‌کرد.

## گرایش‌های چپ و ضدسرمایه داری
موسوی که عضو نهضت خداپرستان سوسیالیست بود، در دوران نخست‌وزیری گرایش به اقتصاد دولتی و رویکردهای ضدسرمایه‌داری داشت. خامنه‌ای که سوسیالیسم را الگوی دولت موسوی و دهه شصت می‌دانست، همواره منتقد رویکردهای چپ‌گرایانه آن زمان بوده است. موسی غنی‌نژاد، اقتصاددان مدافع اقتصاد آزاد در نوشتاری با عنوان «اصلاح‌طلبی در مسلخ سوسیالیسم» بیان کرد که موسوی حتی در سال‌های بعد از دهه شصت هم با اقتصاد آزاد مخالف بوده و از اصلاح طلبان بابت حمایت‌هایشان از موسوی انتقاد کرد. خود موسوی در سال‌های بعد از دهه شصت، آن سال‌ها را دوران طلایی می‌خواند و می‌گفت که «همان میرحسین سابق اول انقلاب» است و در سخنرانی‌های مختلف خواستار بازگشت به شعارهای حمایت از مستضعفان در دهه شصت بود.فرشاد مؤمنی، اقتصاددان نزدیک به طیف چپ اقتصاددانان، به عنوان مشاور ارشد اقتصادی میرحسین موسوی قبل از انتخابات دهم ریاست جمهوری ایران انتخاب شده بود و در رسانه‌ها به عنوان وزیر اقتصاد دولت پیشنهادی میرحسین موسوی معرفی شد. زهرا رهنورد، همسر موسوی نیز ضمن انتشار طرحی به مناسبت کشته شدن کارگران در معدن طبس، در یک متن انتقادی چپ‌گرایانه و ضدسرمایه داری نوشت: «چکمه پاره کارگر معدن طبس، نشان می‌دهد که برای سرمایه‌دار صاحب معدن و حکومت حامی او، جان کارگر نه مهم است و نه عزیز.»

## اعدام‌های سال ۶۷
سازمان عفو بین‌الملل روز چهارشنبه، ۹ سپتامبر ۲۰۲۰، در بیانیه‌ایی میرحسین موسوی را به عنوان نخست‌وزیر وقت در جریان اعدام‌های سال ۶۷ مظنون به پنهان‌کاری ادامه‌دار و یاری‌رسانی در کشتار زندانیان سیاسی معرفی کرد.
موسوی در سال ۱۳۸۹ در یک جلسه در حدود ۲۵ دقیقه در این باره سخنرانی کرد و ضمن «جنایت» نامیدن آن واقعه، ادعا کرد که خودش به عنوان رئیس وقت قوه مجریه در آن واقعه نقشی نداشته است.
صدها نفر از بستگان اعدامیان ۶۷، روز یک‌شنبه ۱۳ مهر، با امضای متنی میرحسین موسوی، نخست‌وزیر وقت، «و تمامی وابستگان به نظام اسلامی ایران» را متهم به این کرده‌اند که در رابطه با موضوع اعدام‌های ۶۷ «مدام تحریف و پرده‌پوشی می‌کنند.» همچنین آمده است: «چه آن‌ها که مستقیم در جنایت سهیم بوده‌اند و چه آن‌هایی که تاکنون برای حفظ نظام یا منافع شخصی خود در تحریف، پرده‌پوشی و استمرار این جنایت هولناک سکوت کرده‌اند، باید پاسخ‌گوی تمامی ابعاد آن به خانواده‌ها و تمام جامعه باشند». این خانواده‌ها از ۶۰ فعال سیاسی و مدنی که روز ۱ مهر ۱۳۹۹ در بیانیه‌ای آورده بودند که میرحسین موسوی در مقام نخست‌وزیر وقت از اعدام‌ها بی‌اطلاع بوده است، به شدت انتقاد کردند.
موسوی در تاریخ ۱۵ شهریور استعفا داد که با مخالفت شدید علی خامنه‌ای و روح‌الله خمینی مواجه گشت. او در نامه استعفا، موارد متعددی از جمله اختلاف با مجلس بر سر وزرای پیشنهادی و «اقداماتی که بدون اطلاع دولت ولی به نام دولت انجام می‌شوند» را عامل استعفا دانسته بود. با این حال، موسوی گفته بود که هنوز برخی دلایل این استعفا آشکار نشده‌اند و قرار است آنها را بازگو کند. به گفته امیرارجمند، سخنگوی موسوی یکی از این دلایل مربوط به اعدام‌ها بود؛ او بی‌اطلاع گذاشتن موسوی از موضوع اعدام‌ها را عامل استعفا شمرده بود و گفته بود موسوی خواهان تشکیل هیئت تحقیق در این مورد شده بود، علاوه بر او، حسین مرتضوی زنجانی، رئیس وقت زندان اوین نیز بی اطلاعی موسوی از وقوع اعدام‌ها را تأیید کرده بود.

## پس از نخست‌وزیری
میرحسین موسوی در این سال‌ها علی‌رغم کناره‌گیری از دنیای سیاست، مسئولیت‌های سیاسی حاشیه‌ای داشت. از جمله در سال ۱۳۶۸ با حکم خامنه‌ای عضو مجمع تشخیص مصلحت نظام شد که تا سال ۱۳۹۱ ادامه داشت. از سال ۱۳۷۵ نیز عضو شورای عالی انقلاب فرهنگی بوده است. همچنین در دورهٔ ریاست جمهوری اکبر هاشمی رفسنجانی (۱۳۶۸ تا ۱۳۷۶) مشاور سیاسی رئیس‌جمهوری و در دورهٔ محمد خاتمی (۱۳۷۶ تا ۱۳۸۴) مشاور عالی رئیس‌جمهوری بوده است.
اما عمدهٔ فعالیت‌های میرحسین موسوی در این بیست سال، هنری و دانشگاهی بوده است. او از میانهٔ دههٔ پنجاه خورشیدی مدرس دانشگاه شهید بهشتی بود و در دههٔ هفتاد هم به عضویت هیئت علمی دانشگاه تربیت مدرس درآمد. او در طی این سال‌ها مواضعی نظیر اعتراض به ترور سعید حجاریان در سال ۱۳۷۸، اعتراض به توقیف فله‌ای مطبوعات در سال ۱۳۷۹ و اعتراض به عملکرد شورای نگهبان در انتخابات تهران در سال ۱۳۷۹ و همسو با اصلاح طلبان داشته است.
موسوی در سال ۱۳۷۷ و با حکم خاتمی، رئیس فرهنگستان هنر شد و عمدهٔ فعالیت‌هایش را در قالب این نهاد پی گرفت.

## انتخابات ریاست جمهوری هفتم و نهم
پس از برگزاری انتخابات مجلس پنجم و از میان رفتن حاکمیت مطلق جناح محافظه‌کار (جامعه روحانیت مبارز و تشکل‌های اسلامی همسو) در مجلس شورای اسلامی، سران گروه‌های خط امام (که بعدها به اصلاح‌طلبان معروف شدند) تلاش خود را برای انتخاب یک کاندیدا برای انتخابات ریاست جمهوری هفتم آغاز کردند. در جلسهٔ ۸ اردیبهشت ۱۳۷۵، شورای هماهنگی گروه‌های خط امام (شش گروه همسو با مجمع روحانیون مبارز و مجمع حزب‌الله ـ فراکسیون اقلیت مجلس پنجم ـ) که با حضور محمد خاتمی، مهدی کروبی و محمد موسوی خوئینی‌ها (سه عضو بنیان‌گذار روحانیون مبارز) برگزار شد، پیشنهاد شد تا تمام تلاش برای متقاعد کردن میرحسین موسوی به حضور در انتخابات انجام گیرد و در صورت نپذیرفتن موسوی یکی از این سه عضو ارشد روحانیون نامزدی را قبول کنند. این درحالی بود که حضور علی‌اکبر ناطق نوری رئیس وقت مجلس شورای اسلامی به عنوان نامزد محافظه‌کاران در انتخابات قطعی به نظر می‌رسید.
انتخاب میرحسین با این استدلال صورت می‌گرفت که او علاوه بر شهرت کافی در میان مردم به واسطهٔ هشت سال ریاست دولت و محبوبیت در میان طبقات پائین و مذهبی احتمالاً مورد حمایت کارگزاران سازندگی و جمعیت دفاع از ارزش‌ها نیز قرار خواهد گرفت و مجمع روحانیون مبارز نیز به احتمال فراوان سکوت سیاسی خود را شکسته و فعالیت خود را مجدداً آغاز خواهد کرد.
موسوی که در ابتدا تأکید داشت به هیچ وجه تمایل و آمادگی برای حضور در انتخابات ندارد، در تیر ماه پس از جلسات و درخواست‌های مکرر پذیرفت تا موضوع را مورد بررسی قرار دهد. روزنامه سلام که به همراه دوهفته‌نامهٔ عصر ما و هفته‌نامه مبین تنها نشریات خط امام (جناح چپ) محسوب می‌شدند، اولین نشریه‌ای بود که این موضوع را در عرصهٔ سیاسی و مطبوعاتی کشور مطرح کرد. در هفتم مرداد با چاپ عکس بزرگی از موسوی در صفحهٔ اول به درخواست‌هایی که برای کاندیداتوری او می‌شود، اشاره کرد. در ۲۴ مرداد مجمع روحانیون مبارز به چهار سال کناره‌گیری خود از عرصهٔ سیاسی کشور خاتمه داد و یک روز بعد از موسوی خواست درخواست کاندیداتوری را بپذیرد. چندی بعد شورای هماهنگی گروه‌های خط امام نیز موسوی را نامزد خود معرفی کرد. در ابتدای آبان ۱۳۷۵ حضور موسوی قطعی شده بود، به گفتهٔ محمد سلامتی دبیرکل سازمان مجاهدین انقلاب اسلامی ایران و عضو ارشد خط امام، در ملاقات روز سوم آبان با موسوی حتی در مورد مسائل جزئی انتخاباتی مانند مهیا کردن دفتر ستاد انتخاباتی هم صحبت شد. انجمن اسلامی دانشجویان دانشگاه تهران هم اعلام کرده بود که در روز هشتم آبان تجمعی را در مقابل خانهٔ میرحسین برگزار می‌کند، اما موسوی در پیامی که در هفتم آبان منتشر شد، امتناع قطعی خود را از حضور در انتخابات اعلام کرد. محمد سلامتی معتقد است که امتناع موسوی قطعاً به ملاقات‌هایی مربوط می‌شود که در سوم و ششم آبان از سوی تعدادی از سران جناح محافظه‌کار با او صورت گرفته بود.
حامیان موسوی پس از آن به سراغ محمد خاتمی رفتند و خاتمی توانست با یک پیروزی غیرمنتظره در انتخابات دوم خرداد ۱۳۷۶ کرسی ریاست جمهوری را از آن خود کند.
همین حکایت دعوت گسترده از موسوی در انتخابات ۸۴ هم تکرار شد که باز هم موسوی از نامزدی سر باز زد و از حضور ملت ایران عذر خواست.

## انتخابات ریاست جمهوری دهم

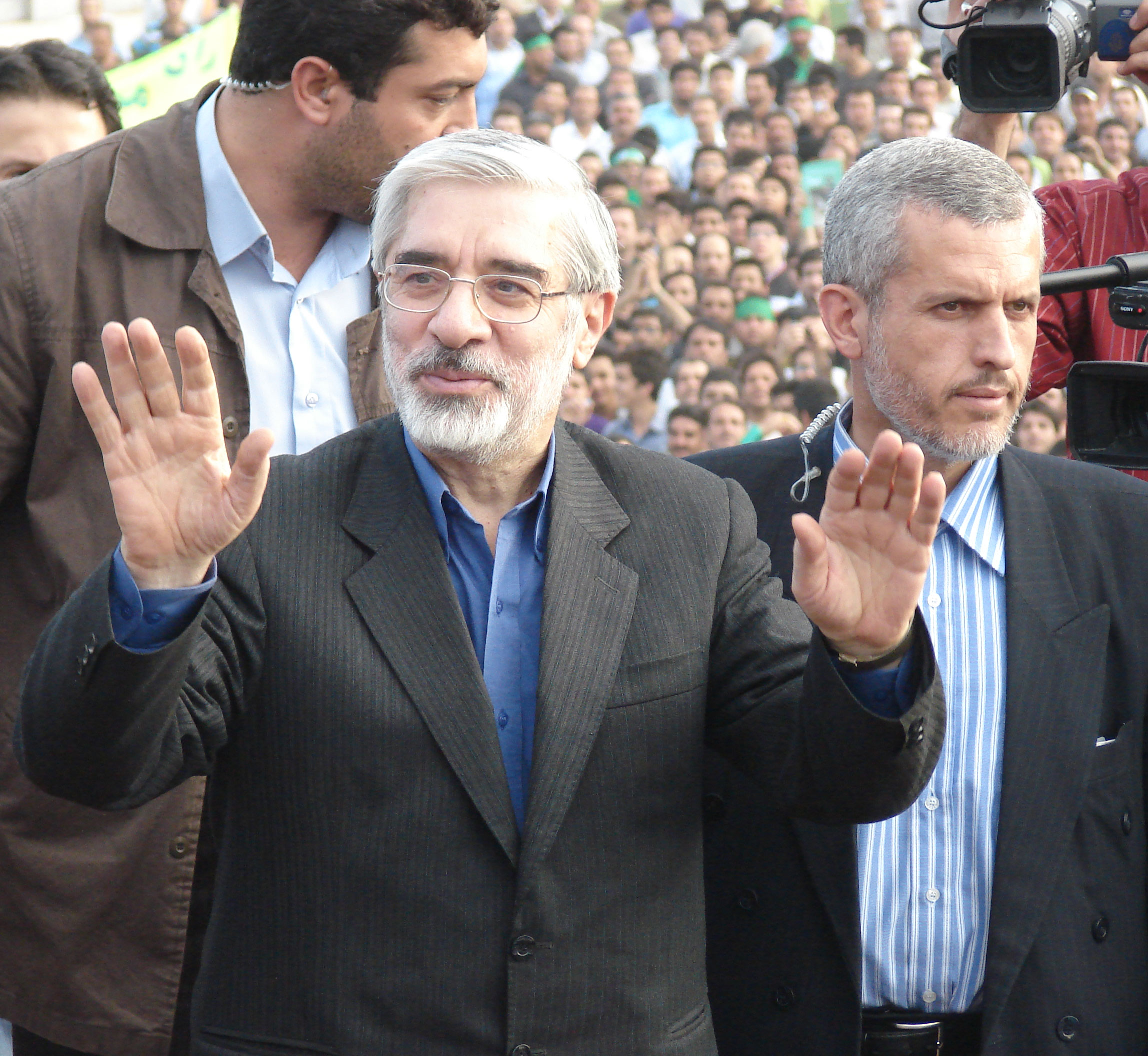
میرحسین موسوی در جمع هوادارانش در تهران

موسوی کاندیدای اصلاح طلبان در دهمین دوره انتخابات ریاست جمهوری بود که پس از بیست سال سکوت و کناره‌گیری از ورود به عرصه، در ۲۰ اسفند ۸۷ و پس از مدت‌ها اما و اگر، با انتشار بیانیه‌ای رسماً اعلام نامزدی کرد.
محمد خاتمی در تاریخ ۲۶ اسفند ۱۳۸۷ با انتشار بیانیه‌ای به‌طور رسمی از نامزدی در انتخابات ریاست جمهوری خرداد هشتاد و هشت به نفع او انصراف داد و عرصه را به میرحسین موسوی سپرد.
جمعیت توحید و تعاون که اعضای آن از نزدیکان موسوی و خاتمی هستند در آستانهٔ انتخابات، ششمین مجمع خود را برگزار کردند. وبگاه کلمه نیز توسط این جمعیت راه‌اندازی شده که وبگاه رسمی موسوی شناخته می‌شود.
در این انتخابات اکثر احزاب اصلاح‌طلب مانند جبهه مشارکت ایران اسلامی، سازمان مجاهدین انقلاب اسلامی، مجمع روحانیون مبارز، حزب کارگزاران سازندگی، حزب مردم سالاری، حزب اسلامی کار، حزب همبستگی، مجمع زنان اصلاح‌طلب جمعیت زنان جمهوری اسلامی، انجمن روزنامه‌نگاران زن و احزاب دیگر و همچنین شورای هماهنگی جبهه اصلاحات از او حمایت کردند. 

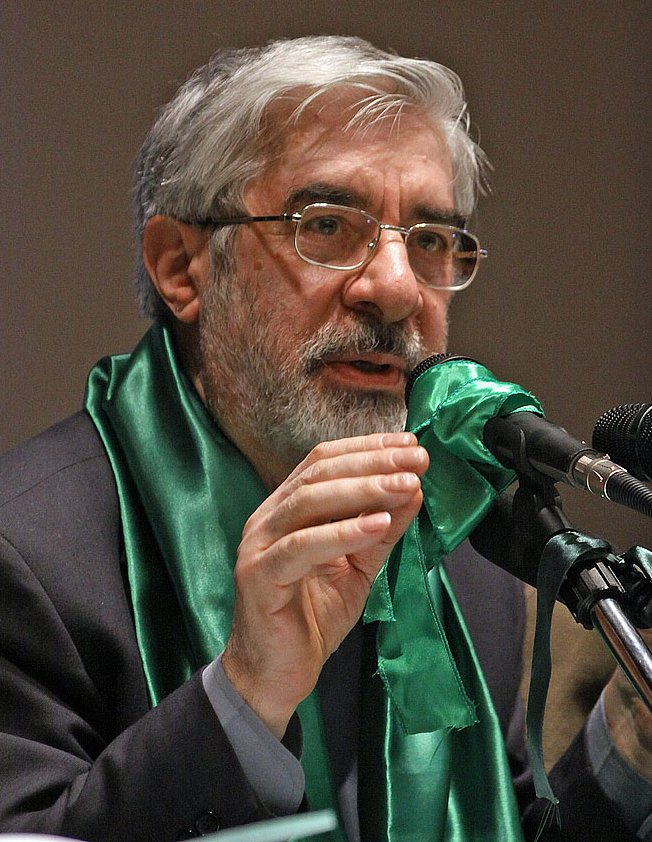
میرحسین موسوی در حال سخنرانی در مبارزات انتخاباتی ریاست جمهوری ۱۳۸۸، زنجان، ۲۹ اردیبهشت ۱۳۸۸

## نامه موسوی به خامنه‌ای و اعتراض به انتخابات ۱۳۸۸
میرحسین موسوی در روز انتخابات دهم ریاست جمهوری با نوشتن نامه‌ای اعتراضی به علی خامنه‌ای رهبر جمهوری اسلامی اعتراض خود را نسبت به تخلفات انجام شده در انتخابات نشان داد. در بخش‌هایی از این نامه آمده است:
«شواهدی از مداخلهٔ تعدادی از فرماندهان و مسئولان سپاه و بسیج در انتخابات واصل گردیده است و به نظر می‌رسد این عمل در صورت صحت خبر علاوه بر نقض قوانین، شکاف بین فرماندهان و مسئولان رسمی و بدنهٔ سالم و صادق نیروهای بسیج و سپاه را دامن می‌زند. از آن‌جا که دامنهٔ اقدامات غیرقانونی فوق مشخص نیست و بخشی از اعضای شعب اخذ رای و ناظران از حامیان نامزد خاص آنان انتخاب شده‌اند احتمال تصرف در آراء مردم اذهان را می‌آزارد.»

## پیامدهای انتخابات دوره دهم

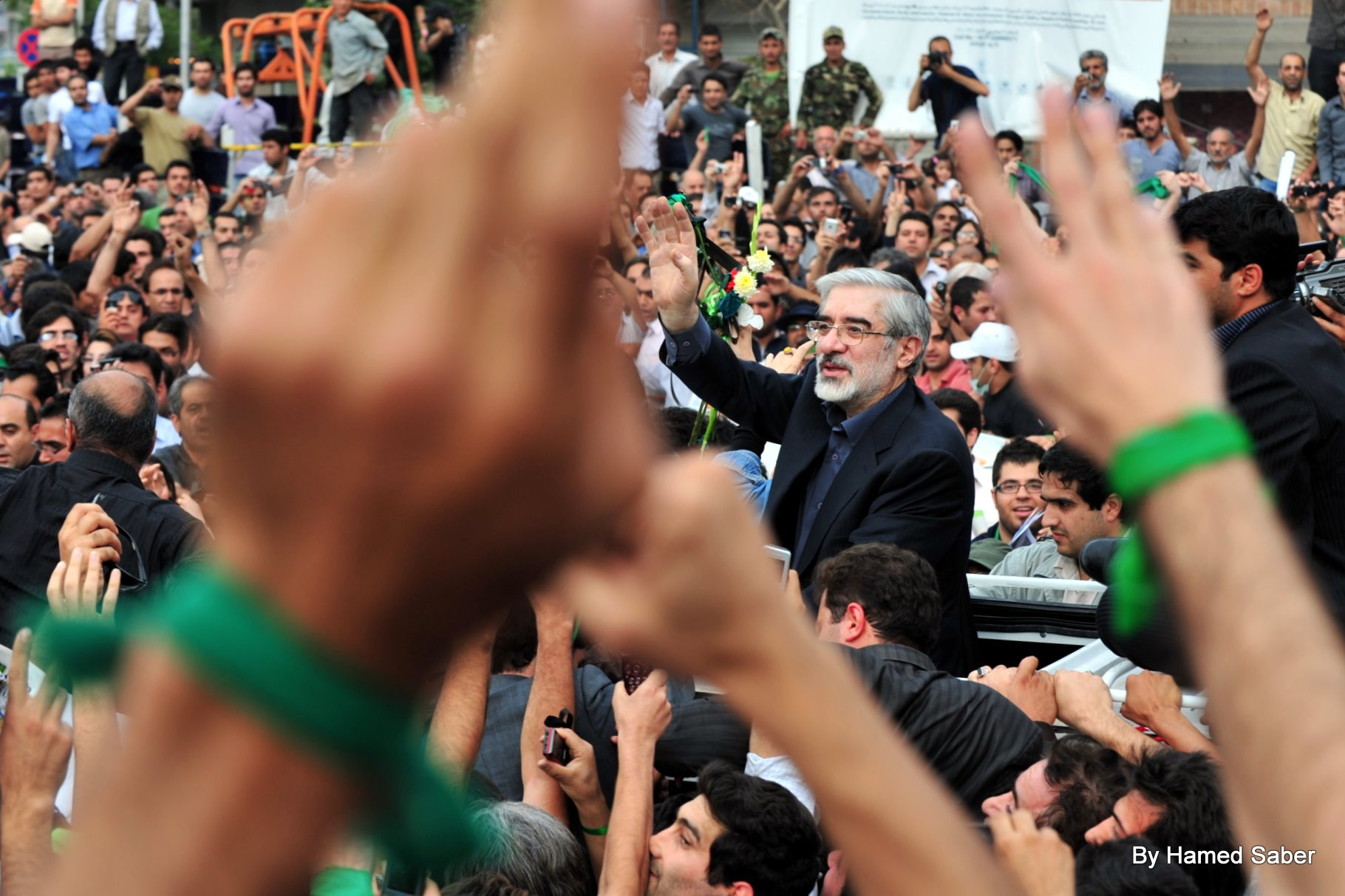
میرحسین موسوی در کنار زهرا رهنورد در راهپیمایی آرام ۲۸ خرداد ۱۳۸۸ در تهران

انتخابات دهم با حضور گستردهٔ مردم همراه بود. طرفداران میرحسین موسوی از روزها قبل از انتخابات در خیابان‌ها تجمع می‌کردند و همبستگی خود را نشان می‌دادند. برخلاف انتخابات قبلی که مورد تحریم بسیاری از مردم و گروه‌ها قرار گرفته بود، یک عزم ملی برای انتخابات دهم وجود داشت به‌طوری‌که بیش از ۸۰ درصد مردم در انتخابات شرکت کردند. پس از پایان انتخابات، وزارت کشور اعلام کرد که محمود احمدی‌نژاد با ۶۴٪ آراء پیروز شده است. این مسئله بهت و شگفتی بزرگی را برای هواداران موسوی به همراه داشت. هواداران موسوی از روز پس از انتخابات شروع به اعتراض‌های خیابانی کردند که با سرکوب نیروهای انتظامی و یگان‌های ضدشورش همراه بود. بسیاری نتیجهٔ انتخابات را تقلب خواندند. میرحسین موسوی، با اشاره به نتیجهٔ انتخابات، مردم را ناظر «شعبده‌بازی دست‌اندرکاران انتخابات و صدا و سیما» خواند. مهدی کروبی نتایج انتخابات را مضحک دانست. اما محمود احمدی‌نژاد در سخنرانی‌اش در ۲۴ خرداد در میدان ولی‌عصر تهران، انتخابات را سالم دانست و معترضان به نتیجهٔ انتخابات را خس و خاشاک نامید. در روز ۲۵ خرداد، تظاهرات میلیونی طرفداران موسوی از میدان امام حسین تا میدان آزادی در اعتراض به تقلب در انتخابات و اعلام نتایج غلط صورت پذیرفت. در گزارشی که از سوی محمدباقر قالیباف شهردار تهران به مجلس ارائه شده، آمده است «براساس متراژها و اندازه‌گیری‌های صورت‌گرفته در تجمع حامیان میرحسین موسوی، در میدان آزادی حداقل سه میلیون معترض حضور داشته‌اند.» در هریک از شهرستان‌ها نیز تظاهرات برپا شد. در تظاهرات تهران چندین تن کشته شدند. ایرانیان خارج از کشور نیز در حمایت مردم در روبه‌روی سفارت‌ها تجمع کردند. در طی روزهای بعدی، تظاهرات و اعتراض‌های گستردهٔ دیگری در تهران و سایر شهرستان‌ها صورت پذیرفت. از جملهٔ این تظاهرات می‌توان به تظاهرات مردم تهران از میدان هفت تیر تا میدان انقلاب در روز ۲۷ خرداد و تجمع بزرگ مردم در میدان امام خمینی در روز ۲۸ خرداد اشاره کرد.
میرحسین موسوی از حامیان اصلی تظاهرات جنبش سبز ایران پس از اعتراضات به نتایج انتخابات بود و در تظاهرات‌هایی نظیر تظاهرات ۲۵ خرداد، تظاهرات ۲۸ خرداد، نماز جمعه ۲۶ تیر ماه، مراسم بزرگداشت کشته شدگان جنبش سبز در ۸ مرداد ماه و تظاهرات روز قدس در حمایت از جنبش سبز ایران حضور پیدا کرد.
پس از حمایت سید علی خامنه‌ای رهبر جمهوری اسلامی از نتایج انتخابات، سرانجام شورای نگهبان در روز ۸ تیر ۱۳۸۸، نتایج انتخابات ریاست جمهوری را تأیید کرد و پروندهٔ انتخابات را مختومه اعلام نمود. احزاب اصلاح‌طلب و مهدی کروبی به این تصمیم شدیداً واکنش نشان دادند. مجمع مدرسین و محققین حوزه علمیه قم نیز نتیجهٔ انتخابات و دولت دهم را نامشروع دانستند و سرکوب معترضان را محکوم کردند. سرکوب‌ها و حبس‌های پس از انتخابات، انتقاد شدید برخی مراجع تقلید را نیز در پی داشت.
با این حال روحانیون و شخصیت‌های نزدیک به دولت احمدی‌نژاد و فرماندهان سپاه و بسیج از این نتیجه استقبال کردند و اعتراض کاندیداهای دیگر را غیر مستند دانستند و بارها رهبران جنبش سبز ایران از جمله میرحسین موسوی را تهدید به دستگیری کرند. آنان اصلاح‌طلبان و معترضان را به برپایی یک انقلاب رنگی یا مخملی و همچنین ارتباط با بیگانگان متهم کرده و مسئولیت خونریزی‌های اعتراضات را بر عهدهٔ برپاکنندگان آن دانستند. این در حالیست که قاضی محمدحسین شاملو، بازپرس ویژهٔ قتل تهران در نامهٔ خود به رئیس قوه قضاییه، صادق آملی لاریجانی، بازداشتگاه غیرقانونی کهریزک، بازداشت‌های غیرموجه و برخوردهای غیرشرعی با برخی افراد بازداشت‌شده و کشته شدن برخی افراد را ناشی از تغافل، بی‌درایتی و مسامحهٔ برخی مسئولان مطرح می‌کند.

### کشته شدن خواهرزادهٔ موسوی
سید علی حبیبی موسوی، خواهرزادهٔ میرحسین موسوی در جریان درگیری‌های تظاهرات روز عاشورا کشته شد. وی ظهر عاشورا، در میدان انقلاب از ناحیهٔ قلب هدف گلوله قرار گرفت و بعد از انتقال به بیمارستان ابن‌سینا واقع در فلکهٔ دوم صادقیه جان باخت. جسد سیدعلی موسوی که در بیمارستان ابن‌سینا نگهداری می‌شد از بیمارستان به مکان نامشخصی انتقال یافت. صبح روز چهارشنبه ۸ دی مسئولان با خانوادهٔ سیدعلی موسوی تماس گرفته و به آن‌ها گفتند که اجازهٔ دفن در بهشت زهرا داده شده است. بعد از این تماس، پیکر علی حبیبی موسوی در بهشت زهرای تهران با تدابیر شدید امنیتی و با حضور خانوادهٔ موسوی به خاک سپرده شد.

### بیانیه‌های موسوی
پس از اعلام نتایج انتخابات دهم ریاست جمهوری و اعتراضات گسترده مردم، میرحسین موسوی اقدام به نوشتن بیانیه‌هایی اعتراضی کرد. این بیانیه‌ها حاوی مسائلی چون تقلب در انتخابات، مخالفت با دولت محمود احمدی‌نژاد، اعتراض به عملکرد شورای نگهبان، حمایت از حرکت‌ها و اعتراضات مسالمت‌آمیز مردمی، اعتراض به اعدام‌های سیاسی پس از انتخابات، احقاق حقوق مردم معترض، جان‌باختگان، بازداشت‌شدگان و آسیب‌دیدگان اعتراضات پس از انتخابات است. بیانیه‌های میرحسین موسوی در اتفاقات و روزهای مهمی چون هفتهٔ آخر خرداد، روز بازداشت‌ها و کشته شدن هواداران جنبش سبز ایران، روز قدس، ۱۳ آبان، روز بسیج، ۱۶ آذر، مراسم چهلم جان‌باختگان اعتراضات پس از انتخابات، بازگشایی مدارس و دانشگاه‌ها و اعتراضات جنبش سبز در ۲۵ بهمن ۱۳۸۹ منتشر شد. موسوی هم چنین در یکی از بیانیه‌هایش در آستانه سالگرد اعتراضات مردمی جنبش سبز ایران در روز تاسوعا و عاشورا، از سیاست‌های روح‌الله خمینی در دهه ۶۰ در رابطه با ادامه جنگ با عراق انتقاد کرد. این بیانیه‌ها نقش مهمی در آگاه‌سازی و راهنمایی مردم و ادامهٔ اعتراضات مردمی پس از انتخابات داشت. یکی از مهم‌ترین این بیانیه‌ها، بیانیهٔ هفدهم است که پس از ضرب‌الاجل تعیین شده توسط حامیان دولت و حاکمیت جمهوری اسلامی به قوه قضاییه انتشار یافت که بازتاب گسترده‌ای در رسانه‌های جهان داشت. در این بیانیه که پس از تظاهرات روز عاشورا انتشار یافت، میرحسین موسوی از آمادگی خود برای شهادت در راه احقاق حقوق از دست رفتهٔ مردم خبر داد.
هم چنین میرحسین موسوی در بیانیه شمارهٔ ۱۸ خود در ۲۵ خرداد ۱۳۸۹ سالگرد بزرگ‌ترین راه‌پیمایی پس از انقلاب، منشور جنبش سبز ایران را اعلام کرد.

### نام‌گذاری سال ۱۳۸۹
میرحسین موسوی در دیداری که با اعضای مرکزی جبهه مشارکت ایران اسلامی داشت، سال جدید (۸۹) را سال صبر و استقامت نامید. این در حالی است که سنّت نام‌گذاری سال‌ها توسط سید علی خامنه‌ای رهبر ایران از سال ۱۳۷۹ تأسیس شده است.

## دوران حصر

### حبس خانگی
پس از اعتراضات جنبش سبز در ۲۵ بهمن ۱۳۸۹ و درخواست مشترک مهدی کروبی و میرحسین موسوی، رهبران جنبش سبز ایران، برای حضور هواداران جنبش سبز در تظاهرات ۲۵ بهمن ۱۳۸۹ در حمایت از قیام مردم مصر و تونس، حبس خانگی میرحسین موسوی، مهدی کروبی و همسرانشان، او در منزلش واقع در خیابان پاستور با ایجاد دیواری آهنی بر معبر ورودی خانه موسوی، از روز ۲۵ بهمن به منظور جلوگیری از شرکت آن‌ها در تظاهرات آغاز شد و از روز ۲۷ بهمن ماه، پس از درخواست ۲۳۳ نماینده مجلس شورای اسلامی برای اعدام موسوی و کروبی و بیانیه‌های موسوی و کروبی در رابطه با تظاهرات ۲۵ بهمن ماه، کامل شده و با قطع آخرین ارتباطات محدود موسوی و رهنورد از جمله تلفن، اینترنت و ارتباط با دخترانشان، دیگر هیچ اطلاعی از وضعیت و سلامتشان در دست نبود. هم چنین محافظان موسوی از محافظت وی عزل شده و نیروهای امنیتی جای آن‌ها را گرفتند.
حصر خانگی مهدی کروبی و میرحسین موسوی با اعتراض‌های زیادی از سوی مردم، احزاب و شخصیت‌های سیاسی مواجه شد. از جمله این واکنش‌ها می‌توان به مخالفت‌های جبهه مشارکت، سازمان مجاهدین انقلاب اسلامی، مجمع مدرسین و محققین حوزه علمیه قم، گزارشگران بدون مرز، مجمع نمایندگان ادوار مجلس شورای اسلامی، سازمان عفو بین‌الملل، نهضت آزادی، شورای فعالان ملی مذهبی، مجمع روحانیون مبارز، حزب اعتماد ملی، محمد خاتمی، محمد رضا خاتمی، احمد منتظری، ابوالحسن بنی صدر، سید حسن خمینی، عزت‌الله سحابی، مصطفی تاج‌زاده، محسن میردامادی، عبدالله رمضان‌زاده، علی شکوری‌راد، عبدالکریم سروش، عبدالکریم لاهیجی، شیرین عبادی، اکبر گنجی، عبدالعلی بازرگان، علی مطهری و آیات صانعی، دستغیب، موسوی اردبیلی، شبیری زنجانی، بیات زنجانی و با حصر خانگی رهبران جنبش سبز ایران اشاره کرد. گفته شد که او، همسرش زهرا رهنورد، مهدی کروبی و همسرش فاطمه کروبی به بازداشتگاهی در تهران منتقل شدند. برخی منابع دیگر هم گفتند که این چهار مخالف حکومت در خانه‌های خود زندانی شدند.
پس از اعتراضات جنبش سبز ایران در روز ۲۵ بهمن ۱۳۸۹ و حصر خانگی رهبران جنبش سبز ایران، هواداران جنبش سبز ایران در اعتراض به این حصر خانگی در روزهای ۱ اسفند ۱۳۸۹، ۱۰ اسفند ۱۳۸۹، ۱۷ اسفند ۱۳۸۹ و ۲۴ اسفند ۱۳۸۹ دست به اعتراض و تظاهرات زدند.
در آستانه اعتراضات جنبش سبز در ۱۰ اسفند ۱۳۸۹ در اعتراض به حصر خانگی رهبران جنبش سبز ایران، محسنی اژه‌ای دادستان کل کشور نیز پس از گذشت ۲ هفته از حصر خانگی مهدی کروبی و میرحسین موسوی اعلام کرد، رفت‌وآمد و ارتباطات تلفنی و غیرتلفنی رهبران جنبش سبز ایران مسدود شده است.
این حصر خانگی با اعتراضات شدید مقامات ارشد کشورهایی نظیر آمریکا، اتحادیه اروپا، آلمان، کانادا، بریتانیا، فرانسه، سوئد، هلند، موریس، سری لانکا، یمن، لتونی و نروژ مواجه شد.
مصطفی پورمحمدی، وزیر دادگستری ایران، شورای عالی امنیت ملی را مسئول تصمیم‌گیری در مورد حصر خانگی میر حسین موسوی، زهرا رهنورد و مهدی کروبی اعلام کرده است.
بعد از ۱۴ سال حبس خانگی میرحسین موسوی و زهرا رهنورد در پنج‌شنبه ۲ مرداد ۱۴۰۴ اولین دیدار غیرخانوادگی صورت گرفت و «مسیح مهاجری»، «محمدرضا حسینی بهشتی» و «غلامرضا آقازاده» به دیدار آنها رفتند.

### وضعیت سلامتی در حبس
در تاریخ پنجشنبه، دوم شهریور ۱۳۹۱ اعلام شد که میرحسین موسوی به علت عارضه شدید قلبی به بخش سی‌سی‌یو یکی از بیمارستان‌های تهران منتقل شده است.
اردشیر امیرارجمند، مشاور او در این رابطه به یورونیوز گفته:
«مهندس موسوی دچار یک عارضه قلبی و گرفتگی عروق بوده و به بیمارستان منتقل شده و تحت آنژیوگرافی قرار گرفته، اما به جای اینکه ابتدا به بیمارستان منتقل بشوند، رفته‌اند بیمارستان دوربین‌های مداربسته گذاشته‌اند و بعد ایشان را منتقل کرده‌اند که کاری مخالف با حقوق اولیه انسانی یک بیمار است. آنچه مهم است اینست که هرگز مقامات حکومتی اجازه نداده‌اند پزشکان مستقل آقای مهندس موسوی را مورد مراقبت قرار دهند.»
در ۲ مهر ۱۳۹۳ سیدحسن قاضی‌زاده هاشمی وزیر بهداشت دولت یازدهم چشم‌های میرحسین موسوی را در بیمارستان خصوصی خودش (بیمارستان نور) به علت بیماری آب مروارید عمل کرد. ظاهراً زهرا رهنورد نیز، وی را در بیمارستان همراهی کرده است.
در ۱۳ آذرماه ۱۴۰۳، کانال تلگرامی کلمه نزدیک به میر حسین موسوی اعلام کرد که به دنبال یک اقدام درمانی، «مهندس موسوی دچار عارضه حساسیت شدید دارویی» شد که در نهایت منجر به انتقال به بیمارستان و بستری شدن او شده است. در این گزارش اعلام شده که وضعیت مهندس موسوی تحت نظر پزشکان معتمد کنترل شده و لازم است که جهت ادامه فرایند بهبودی، تحت کنترل و نظارت و درمان باشند.
در روز چهارشنبه ۱۴ آذر ۱۴۰۳، زهرا موسوی دختر میرحسین موسوی از بهبود نسبی پدر خود و مرخص شدن او از بیمارستان خبر داد. از نوشتهٔ او برمی‌آمد که پدرش چند روز در بیمارستان بستری بوده و روزهای سختی داشته است: او در صفحه شخصی خود نوشت: «با تشکر از توجه و پیگیری‌ها بعد از چند روز سخت پدرم با بهبود وضعیت، رفع مشکل و رضایت پزشکان از بیمارستان مرخص شده است».

### تحریم انتخابات ریاست‌جمهوری ۱۳۹۲
مدتی پیش از انتخابات ریاست جمهوری ۱۳۹۲، موسوی با انتشار پیامی از حصر ضمن تحریم انتخابات اعلام کرد امیدی به انتخابات آینده و شرکت در آن نیست.

### انتخابات ریاست‌جمهوری ۱۳۹۶
برخی اخبار مبنی بر رای دادن موسوی به روحانی در  انتخابات ریاست جمهوری ۱۳۹۶ منتشر شده بود اما محمد جواد اکبرین که برخی رسانه‌ها مدعی بودند که او به جای موسوی پیام‌هایی منتشر می‌کند، دعوت موسوی از مردم برای رای دادن به روحانی را تکذیب کرد و نقش خودش در انتشار برخی پیام‌ها از طرف موسوی را تأیید کرد. او مدعی شد که انتشار خبر رای دادن موسوی به روحانی به خاطر فشارهای او بوده و موسوی در آن دوران در جریان اخبار بیرون از حصر نبود.

### واکنش به اعتراضات آبان ۱۳۹۸
موسوی از حصر خانگی در بیانیه‌ای در ۹ آذر ۱۳۹۸، کشته شدن معترضانِ آبان آن سال را «جنایت» نامید و علی خامنه‌ای را مقصر و مسئول اصلی آن معرفی کرد.

### تحریم انتخابات ریاست‌جمهوری ۱۴۰۰
موسوی در ۲۲ خرداد و سالگرد جنبش سبز، در بیانیه‌ای با نفی حضور در انتخابات ریاست جمهوری ۱۴۰۰، خود را همراه «مردم به جان آمده از انتخابات‌های تحقیرآمیز و مهندسی شده» خواند.

### کاهش محدودیت‌های فیزیکی
خبرگزاری میزان وابسته به قوه قضاییه ایران، روز دوشنبه، ۵ اردیبهشت ۱۴۰۱ از «برطرف شدن محدودیت فیزیکی» مقابل خانه محل سکونت میرحسین موسوی و زهرا رهنورد خبر داد. خبرگزاری فارس نیز نوشت دو دری که از ابتدای موضوع حصر میرحسین موسوی در بن‌بست اختر برای حفاظت از وی تعبیه شده بود با تصمیم شورای عالی امنیت ملی برداشته شد.

### موروثی شدن رهبری
موسوی در بیانیه‌ای که در مرداد ۱۴۰۱ منتشر کرد دربارهٔ موروثی شدن رهبری هشدار داد و گفت زبانشان لال مگر سلسه پادشاهی ۲۵۰۰ ساله برگشته که پسری پس از پدر جایگزین او شود وی همچنین سیاست‌های منطقه‌ای نظام جمهوری اسلامی ایران را زیر سؤال برد و حسین همدانی از فرماندهان سپاه در سوریه را سردار بی افتخار و فرمانده اوباش بدسیرت و قمه‌کش خواند.

### اعتراضات سراسری ۱۴۰۱
موسوی در آغاز اعتراضات ۱۴۰۱ ایران به‌دنبال کشته‌شدن مهسا امینی از نیروهای مسلح خواست که از سرکوب اعتراضات خودداری کنند و «در سمت حقیقت» قرار بگیرند. او به‌دنبال اعدام محسن شکاری، اعتراضات را توقف‌ناپذیر خواند و گفت با «روش‌های ظالمانه و خون‌آلود، طول عمر حکومت شما تضمین نخواهد شد». او در بهمن ۱۴۰۱ خواستار «برگزاری همه‌پرسی آزاد و سالم در مورد ضرورت تغییر یا تدوین قانون اساسی جدید»، «تشکیل مجلس مؤسسان مرکب از نمایندگان واقعی ملت از طریق انتخاباتی آزاد و منصفانه» و «همه‌پرسی دربارهٔ متن مصوب آن مجلس به منظور استقرار نظامی مبتنی بر حاکمیت قانون و مطابق باموازین حقوق انسانی و برخاسته از اراده مردم» شد. هفت نفر از زندانیان سیاسی در ایران، شامل مصطفی تاجزاده و فائزه هاشمی با امضای بیانیه‌ای از پیشنهاد موسوی برای برگزاری همه‌پرسی و تدوین قانون اساسی جدید برای «گذار» ایران به یک ساختار سیاسی کاملاً دموکراتیک حمایت کردند.

### تحریم انتخابات ریاست‌جمهوری ۱۴۰۳
موسوی و رهنورد برخلاف کروبی که از مسعود پزشکیان در این انتخابات حمایت کرده بود، انتخابات را تحریم کردند و به هیچ‌یک از نامزدها رای ندادند.

### تأکید بر تغییر ساختار نظام
در ۲۰ تیر ۱۴۰۴ موسوی بیانیه‌ای منتشر کرد که در آن ضمن مخالفت با ساختار نظام، خواستار برگزاری همه‌پرسی برای تشکیل مجلس مؤسسان جدید جهت تدوین قانون اساسی جدید برای ایران شد. موسوی ادعا می‌کند که جنگ ۱۲ روزه با اسرائیل ثابت کرد که ساختار کنونی نظام نماینده همه ایرانیان نیست و راه نجات کشور از احترام به حق تعیین سرنوشت شهروندان می‌گذرد:
«برگزاری رفراندوم برای تأسیس مجلس مؤسسان قانون اساسی، راه را برای تحقق حق تعیین سرنوشت مردم هموار و دشمنان این مرز و بوم را از دخالت در امور کشور مأیوس می‌کند.»
وی تأکید می‌کند که وضعیت دشوار کنونی کشور نتیجه مجموعه‌ای از خطاهای بزرگ نظام است. موسوی هشدار می‌دهد که نباید حمایت مردمی که ایرانیان در طول جنگ نشان دادند، به عنوان تأیید سیاست‌های دولت یا شیوه حکمرانی تفسیر شود. وی تأکید می‌کند که واکنش مردم ناشی از نگرانی برای امنیت کشور بوده و نه حمایت از نظام، و اگر عناصری در نظام این موضوع را به عنوان تأیید شیوه حکمرانی کنونی تفسیر کنند، «هولناک» خواهد بود. به عنوان بخشی از پاسخ مورد نیاز به اعلام‌های مردم، موسوی اقدامات فوری و نمادین کوتاه‌مدت، از جمله آزادی زندانیان سیاسی و تغییر واضح در رویکردهای رسانه ملی را مطالبه می‌کند که به گفته وی حداقل مورد نیاز از نظام در شرایط کنونی است.
در ۲۵ تیر ۷۰۰ فعال سیاسی، مدنی و فرهنگی ایران بیانیه حمایت از برنامه سیاسی موسوی را منتشر کردند. در این بیانیه بیان شده است که «ما جمعی از فعالان سیاسی، مدنی و فرهنگی که از درون یا بیرون زندان‌های جمهوری اسلامی پیوسته شاهد دردها و رنج‌های مردم بوده‌ایم، از مواضع اخیر میرحسین موسوی پشتیبانی می‌کنیم. تأکید او بر حق تعیین سرنوشت مردم و ضرورت بازنگری بنیادین در ساختار سیاسی کشور، برای نجات ایران از تکرار خطاهای مهلک تاریخی است.» ‏در ادامه ذکر شده است:
«ما نیز بر این باوریم که گام نخستین و ضروری برای عبور از شرایط بحرانی کنونی، برگزاری همه‌پرسی آزاد جهت تشکیل مجلس مؤسسان برای تدوین قانون اساسی جدید است، قانونی که بر مبنای دموکراسی، حاکمیت ملی و موازین حقوق بشری تنظیم شده باشد.»

## فعالیت‌های علمی و هنری

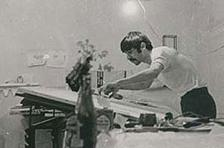
میرحسین موسوی در جوانی و در حال طراحی یک پروژه معماری.

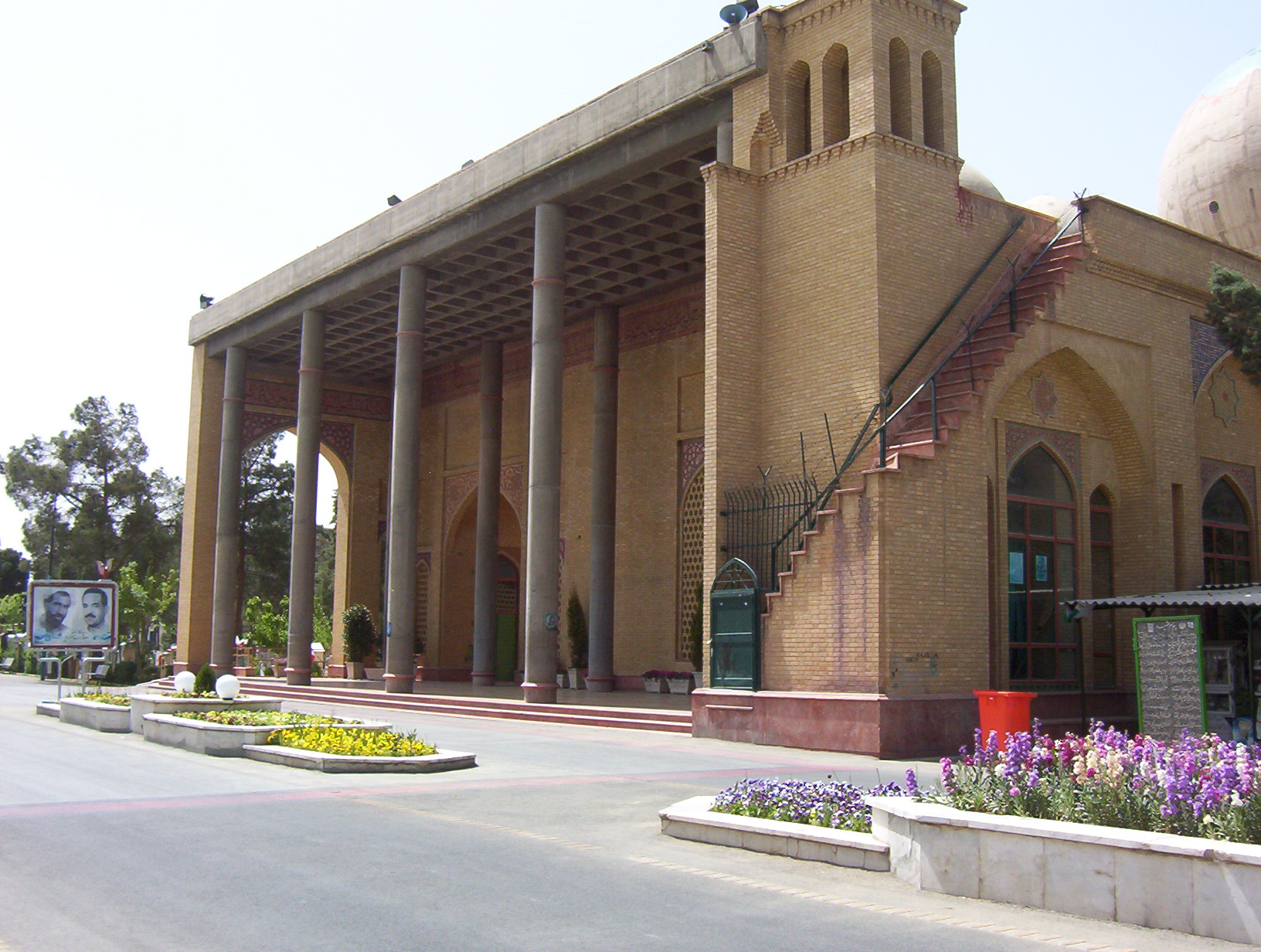
بنای یادبود شهدای هفتم تیر که توسط موسوی طراحی گردیده است.

کارنامه هنری او به خصوص در زمینهٔ نقاشی دارای کارهای برجسته‌ای است هر چند که نماد شهدای هفتم تیر را نیز او طراحی کرده است، به همین مناسبت ریاست فرهنگستان هنر را نیز بر عهده داشت. همسر او زهرا رهنورد ریاست دانشگاه الزهرا را به عهده داشت. او دانش‌آموختهٔ علوم سیاسی است با این همه او نیز در عالم هنر دستی دارد و تندیس «نرگس عاشقان» ساخته اوست که در میدان مادر (محسنی) در تهران نصب است. مهم‌ترین فعالیت‌های علمی و هنری میرحسین موسوی به شرح زیر اند:
- عضو هیئت علمی دانشکدهٔ علوم انسانی دانشگاه تربیت مدرس
- عضو هیئت علمی دانشگاه ملی ایران پیش از انقلاب
- عضو هیئت امناء دانشگاه هنر اسلامی تبریز
- تألیف کتب مانند کتاب آثار نقاشی، دولت امید، فرهنگ واژگان علوم سیاسی و پنج گفتار دربارهٔ انقلاب و جامعه[۴۰][۱۷۴][۱۷۵]
- استاد راهنمای رساله‌های دانشجویان دوره کارشناسی ارشد و دکتری[۱۷۶]
- بیش از ۱۸۰ اثر نقاشی[۴۱]
- برگزاری ده‌ها نمایشگاه نقاشی به صورت انفرادی و جمعی نظیر نگارخانه نیاوران و تالار قندریز موزهٔ هنرهای معاصر[۴۱][۱۷۳]
- طراحی مجموعهٔ کانون توحید، تهران ۱۳۵۰
- طراحی ادارهٔ مرکزی آب و فاضلاب اصفهان ۱۳۴۸ تا ۱۳۵۰
- طراحی طرح جامع دانشگاه شاهد
- طراحی تکیه (گلستان) شهدای اصفهان
- طراحی بنای یادبود شهید خرازی
- طراحی مجموعهٔ فرهنگی - تجاری بین‌الحرمین در شیراز
- طراحی مسجد سلمان فارسی در نهاد ریاست جمهوری
- طراحی مرکز مطالعات استراتژیک
- طراحی بنای یادبود شهدای هفتم تیر
- طراحی سایت دانشگاه علامه طباطبایی
- طراحی نگارخانه خیال ۱۳۸۲[۱۷۷]
- طراحی مسجد النبی - واقع در خیابان دریان نو، ستارخان، تهران
- طراحی مجتمع تجاری مفید - واقع در خیابان دریان نو، ستارخان، تهران
- طراحی ساختمان اصلی فرهنگستان هنر[۱۷۸]
- طراحی باغ هنرمندان در مجاورت فرهنگستان هنر تهران
- طراحی ساختمان مؤسسه فرهنگی هنری صبا ۱۳۸۱[۱۷۷]

## سوابق شغلی
او عضو شورای عالی انقلاب فرهنگی و مجمع تشخیص مصلحت نظام بود. اعضای این دو نهاد حکومتی را رهبر نظام جمهوری اسلامی انتخاب می‌کند.
سوابق شغلی میرحسین موسوی به شرح زیر است:
- عضو شورای مرکزی حزب جمهوری اسلامی از سال ۱۳۵۷–۱۳۶۱
- عضویت در شورای انقلاب اسلامی از سال ۱۳۵۸
- عضویت در نهضت خداپرستان سوسیالیست و جنبش مسلمانان مبارز پیش از انقلاب
- رئیس دفتر سیاسی حزب جمهوری اسلامی از سال ۱۳۵۸–۱۳۶۰
- قائم مقام دبیرکل حزب جمهوری اسلامی ۱۳۶۰–۱۳۵۸[۱۷۶]
- سردبیر و مدیر مسؤول روزنامه جمهوری اسلامی از سال ۱۳۵۸
- صاحب امتیاز روزنامه کلمه سبز از سال ۱۳۸۸
- وزیر امور خارجه جمهوری اسلامی ایران از سال ۱۳۶۰–۱۳۶۱
- رئیس ستاد فرماندهی کل نیروهای مسلح[۱۷۶]
- رئیس ستاد انقلاب فرهنگی از سال ۱۳۶۰
- نخست‌وزیر جمهوری اسلامی ایران از سال ۱۳۶۰–۱۳۶۸ (آخرین نخست‌وزیر ایران)
- رئیس بنیاد مستضعفان از سال ۱۳۶۰–۱۳۶۸[۱۷۹]
- رئیس شورای اقتصاد از سال ۱۳۶۰–۱۳۶۸
- مشاور سیاسی رئیس‌جمهور از سال ۱۳۶۸ تا ۱۳۷۶
- عضو مجمع تشخیص مصلحت نظام از سال ۱۳۶۸ تا ۱۳۹۰
- عضو شورای بازنگری قانون اساسی در سال ۱۳۶۸
- استادیار علوم سیاسی دانشگاه تربیت مدرس از سال ۱۳۶۸
- استادیار مهندسی معماری و شهرسازی دانشگاه ملی ایران پیش از انقلاب
- عضو شورای عالی انقلاب فرهنگی از ۱۴ آذر ۱۳۷۵[۱۸۰] تا خرداد ۱۳۹۰
- مشاور عالی رئیس‌جمهور از سال ۱۳۷۶ تا ۱۳۸۴
- رئیس شورای هنر از سال ۱۳۷۸[۱۷۶]
- رئیس فرهنگستان هنر ایران از سال ۱۳۷۷ تا ۱۳۸۸
- عضو هیئت مؤسس دانشگاه آزاد[۱۸۱]